# Cortes de Tomar
 (août 2024).
- Si vous ne connaissez pas le sujet, laissez ce bandeau (vous pouvez alors contacter les auteurs).
- Si vous supprimez le contenu mis en cause (vous pouvez préalablement contacter les auteurs),

argumentez précisément cette suppression dans la page de discussion
(un manque de référence n'est pas un argument ; une recherche réelle de référence doit avoir été effectuée, être formellement documentée).
 (août 2024).
Si vous disposez d'ouvrages ou d'articles de référence ou si vous connaissez des sites web de qualité traitant du thème abordé ici, merci de compléter l'article en donnant les références utiles à sa vérifiabilité et en les liant à la section « Notes et références ».

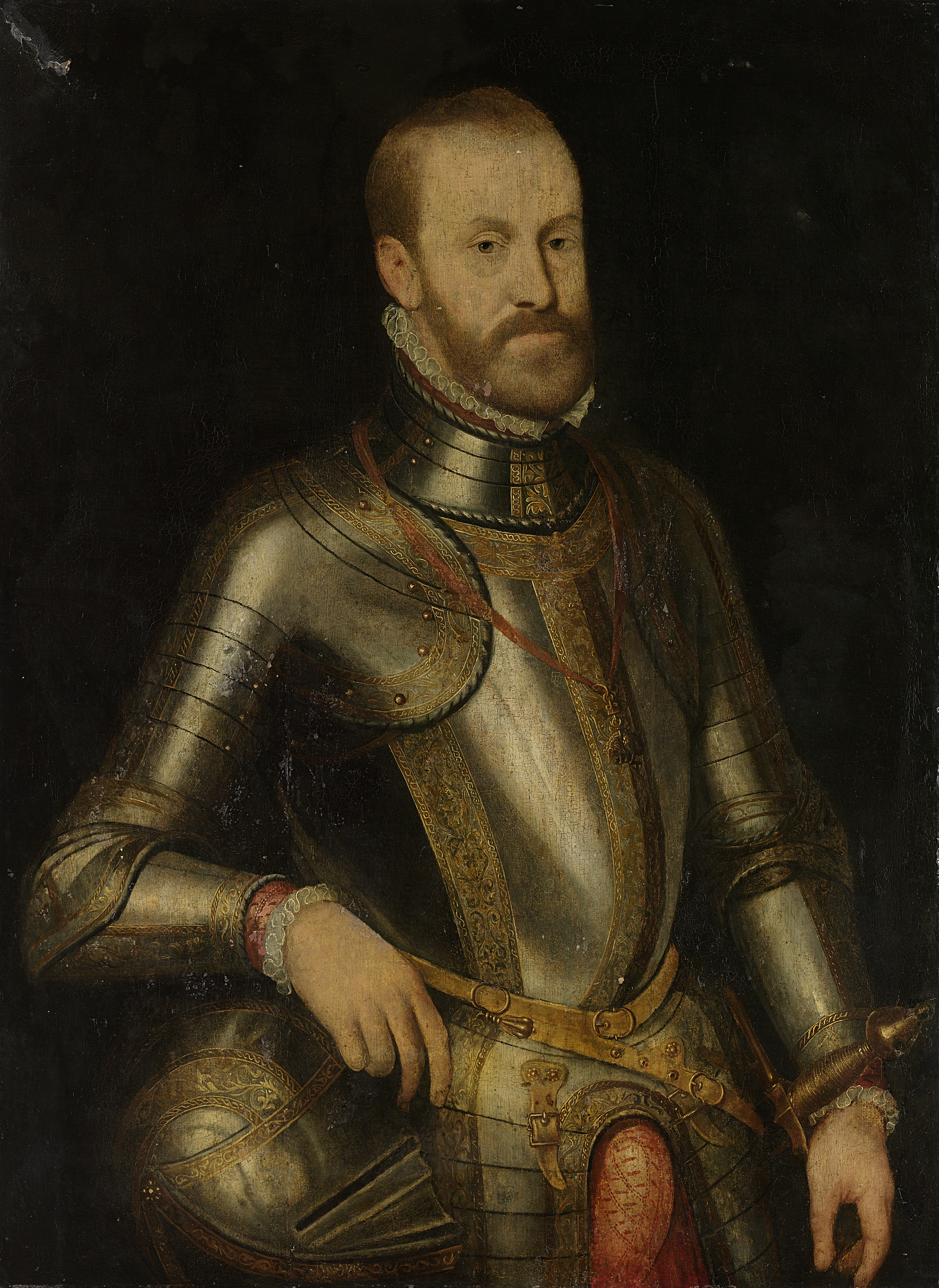
Le roi Philippe II

Les Cortes se réunissent à Tomar (Portugal) en 1581 à l'initiative du roi Philippe II d'Espagne.
Philippe II, prétendant à la succession du roi de Portugal Henri Ier, a battu à Alcántara les troupes de son rival Antoine, éphémère souverain du pays. Dès lors, la Péninsule ibérique est gouvernée par un seul monarque, sous la forme d'une union personnelle : cette Union ibérique dure de 1580 à 1640.
La réunion des Cortes a pour objet la reconnaissance du nouveau roi de Portugal, sous le nom de Philippe Ier, avec la réaffirmation de l'autonomie du royaume de Portugal. L'appui des trois états des Cortes est obtenu avec l'acceptation royale des concessions suivantes :
1. Le respect des libertés, privilèges, us et coutumes de la monarchie portugaise.
2. Le maintien des Cortes au Portugal et des lois portugaises.
3. Les fonctions de vice-roi ou de gouverneur du Portugal ne pourront être occupées que par des Portugais ou des membres de la famille royale.
4. Les fonctions curiales et l'Administration générale du royaume seront dévolues exclusivement à des Portugais.
5. Les Portugais pourront également occuper des fonctions publiques en Espagne.
6. Le commerce avec l'Inde et la Guinée sera réservé aux Portugais.
7. Aucun titre nobiliaire lié à une ville ou une cité ne pourra être octroyé à un non-Portugais.
8. La langue des actes et documents officiels sera le portugais.
9. Deux cents nouvelles maisons seront érigées tous les ans pour être remises aux jeunes de la noblesse pour leurs douze ans. Les dames de compagnies de la reine devront être issues de la noblesse portugaise.
10. Les garnisons castillanes devront être évacuées.
Ces dix décisions protègent les intérêts de la noblesse et de la bourgeoisie portugaises et permettent l'acceptation du nouveau roi et de l'Union ibérique.

## Sources
- (es) Cet article est partiellement ou en totalité issu de l’article de Wikipédia en espagnol intitulé « Cortes de Tomar » (voir la liste des auteurs).